# Aeroporto de Buon Ma Thuot

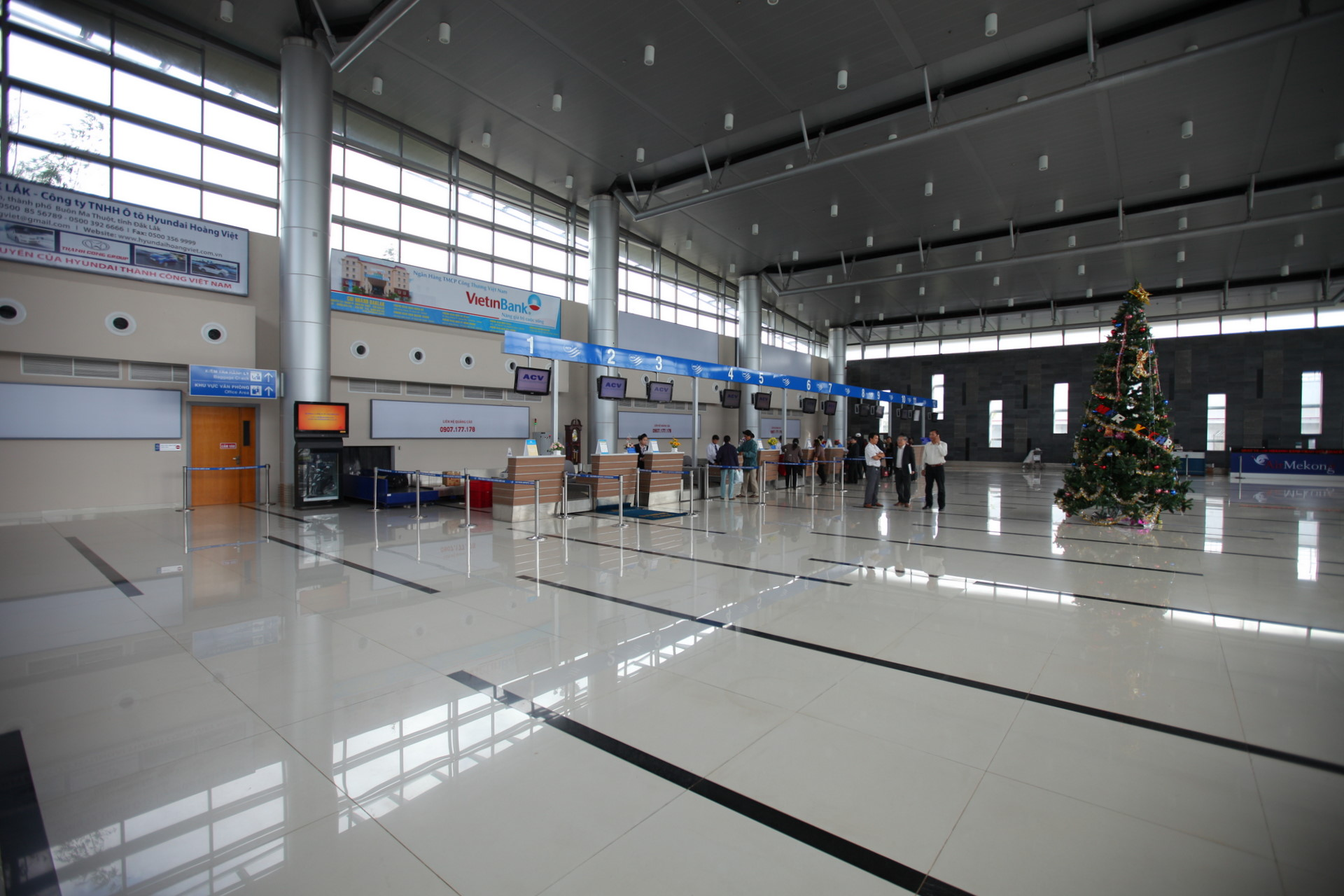
Saguão principal do Aeroporto de Buon Ma Thuot

O Aeroporto de Buon Ma Thuot (IATA: BMV, ICAO: VVBM) (em vietnamita: Sân bay Buôn Ma Thuột) situa-se em Buon Ma Thuot, província de Dak Lak, ilha Tây Nguyên, Vietnã. É o maior dos quatro aeroportos que servem a província de Dak Lak, na região das Terras Altas do Centro vietnamita.

## Linhas aéreas e destinos
- Vietnam Airlines - (Cidade de Ho Chi Minh, Hanoi, Da Nang)
- Air Mekong - (Cidade de Ho Chi Minh, Hanoi, Vinh)